# Łazarz II Branković
Łazarz II Branković (ur. 1421, zm. 20 stycznia 1458) – serbski władca (despota) w latach 1456-1458.

## Życiorys
Był trzecim synem Jerzego I (dwaj pierwsi zostali oślepieni przez Turków). Jego krótkie panowanie naznaczone było sporami z matką i rodzeństwem. Jego żoną była Helena Paleolog, córka despoty Morei Tomasza Paleologa. 